# Inselbegabung
Eine Inselbegabung ist eine besonders herausragende Begabung in einem spezifischen Bereich („Insel“), die überwiegend bei Menschen mit geistiger Behinderung, tiefgreifender Entwicklungsstörung oder Hirnschädigung auftritt. Sie sticht weit aus deren sonstigen Fähigkeiten heraus und ist nicht durch bloßes Üben erklärbar. Meist handelt es sich um mathematische, künstlerische, musikalische oder extreme Gedächtnisleistungen, wobei auch mehrere Inselbegabungen bei derselben Person vorliegen können. Das Phänomen erlangte insbesondere durch den Film Rain Man Bekanntheit.
Inselbegabungen werden auch als Savant-Syndrom bezeichnet. Da sie in den wichtigsten Diagnose-Katalogen DSM und ICD jedoch nicht klassifiziert sind, gibt es bislang keine einheitliche Definition des Phänomens. Der Autismus-Forscher Darold Treffert schlug 1989 eine Unterscheidung in „erstaunliche“ und „talentierte“ Inselbegabte vor. Während „erstaunliche“ Inselbegabte wirklich herausragende Fähigkeiten besäßen, wiesen die „talentierten“ höchstens durchschnittliche Leistungen auf, die jedoch in Anbetracht ihrer Behinderung bemerkenswert seien.
Bislang existieren, auch aufgrund der unklaren Kriterien, keine zuverlässigen Daten über die Gesamtzahl inselbegabter Individuen. Mit einer Häufigkeit von etwa 1 von 1.000 intellektuell beeinträchtigten Menschen, gelten sie als extrem selten. Gehäuft ist das Phänomen jedoch bei Autismus zu beobachten. So sind etwa 50 % der bestätigten Inselbegabten Autisten. Umgekehrt sind jedoch die wenigsten Autisten inselbegabt. Der Großteil bestätigter Inselbegabter, etwa 85 %, sind männlichen Geschlechts.

## Zum Begriff
Der 1887 von dem englischen Neurologen John Langdon-Down in einer Vorlesungsreihe eingeführte Begriff „idiot savant“ (aus dem Französischen von „idiot“ als veraltete Bezeichnung für einen geistig behinderten Menschen (insbesondere einen Menschen mit einer sehr schweren Intelligenzminderung und somit einem Intelligenzquotienten von unter 20) und „savant“ im Sinne von „gelehrt“, wörtlich also „gelehrter Idiot“) ist irreführend und nach heutigen Maßstäben diskriminierend.
Aktuell spricht man von Inselbegabten oder Savants. Besonders herausragende Inselbegabte werden von dem US-Verhaltenswissenschaftler und Forscher Darold Treffert als prodigious savants bezeichnet, abgeleitet vom englischen „prodigious“ („erstaunlich“). Autistisch veranlagte Inselbegabte werden auch autistic savant oder savant autistique genannt. Auch der Begriff savant ist irreführend, da das Substantiv savant in der französischen und in der englischen Sprache in einem allgemeinen Sinn „Wissender“ oder „Gelehrter“ bedeutet.
Der Begriff „Inselbegabung“ trifft den Kern des Phänomens am ehesten, da er ausdrückt, dass bei insgesamt schwacher Begabung in einem abgegrenzten einzelnen Fach, einer Insel, eine herausragende Leistungsfähigkeit vorliegen kann, die in bizarrem Gegensatz zur übrigen Persönlichkeit steht. Es handelt sich um „eine isolierte Gabe inmitten von Defekten“ (Douwe Draaisma, 2006).

## Ursachen
Die Ursachen von Inselbegabungen sind noch nicht genau bekannt. Die Fallbeschreibungen in der Literatur enthalten die unterschiedlichsten Charakterisierungen. Einige musikalische Savants sind blind. Derzeit geht man davon aus, dass den Savants eine wichtige Filterfunktion fehlt, die unwichtige Daten ausblendet.
Inselfertigkeiten sind fast immer angeboren, können jedoch auch später aus einer Hirnschädigung entstanden sein. Bei den meisten Inselbegabten ist die Sprache deutlich unterentwickelt; es gibt aber auch solche, die in kürzester Zeit eine Fremdsprache aufnehmen. Zu jeder Regel können genügend Ausnahmen belegt werden. Generalisierungen sind nicht möglich, und dementsprechend differieren auch die Deutungen der Ursachen.
Bei der Suche nach Erklärungen ist zu unterscheiden zwischen dem prüfbaren Können der Inselbegabten und der Frage, warum sie das können. Zuerst geht es um mögliche Strategien, die Inselbegabte anwenden, und darum, ob diese Leistungen auf erkennbaren Gedächtnisstützen, Rechenkünsten oder der geschickten Anwendung von Faustregeln beruhen. Von Rechenkünstlern unter den Inselbegabten weiß man, dass sie nicht tatsächlich rechnen, sondern aus einem in ihrem Gedächtnis gespeicherten nahezu unendlichen Fundus von Zahlenketten und „Rohbausteinen“ die erforderlichen Elemente abrufen und zu neuen Zahlenketten kombinieren, die dann ebenfalls gespeichert werden und bei erneutem Abfragen der gleichen Aufgabe – und sei es 20 Jahre später – schnell verfügbar sind. Manchmal werden dabei auch ursprüngliche Fehler und deren anschließende Korrektur stereotyp wiederholt, was diese Gedächtnistheorie stützt. Zeichenkünstler wie Stephen Wiltshire haben meist ein fotografisches Gedächtnis, wobei das Gesamtbild mit allen, auch kleinsten Details in einem Akt in das Gedächtnis aufgenommen wird. Inselbegabte behalten, wie schon von John Langdon Down beschrieben, die oberflächlichen Fakten, aber nicht die Zusammenhänge und nicht die dahinter liegenden Theorien.
Die zweite Frage lautet, warum Inselbegabte solche Strategien entwickeln können und andere nicht. Eine einheitliche Theorie ist noch nicht in Sicht. Gerade wegen der Vielfalt der Erscheinungsformen haben die meisten Theorien, die aus einzelnen Phänomenen abgeleitet wurden, nur einen begrenzten Aussagewert.
Die älteste Theorie vermutete in den Inselbegabten verunglückte Genies, bei denen durch einen Geburtsschaden alle Begabungen außer einer einzigen irreparabel beschädigt wurden. Nach heutigem Kenntnisstand ist diese Theorie nicht haltbar. Eine andere Überlegung sucht die Erklärung des Phänomens in der Kompensation. Inselbegabte haben, bedingt durch eine sinnliche Störung oder durch autistische Anlagen, kompensatorisch eine Neigung zur Beschäftigung mit trivialen und bizarren Tätigkeiten und lassen sich durch nichts von dieser one track mind abbringen. Nach Douwe Draaisma ist der Inselbegabte das Produkt aus Konzentration, Einseitigkeit und endloser Wiederholung.
Eine Hypothese der Harvard-Neurologen Norman Geschwind und Albert Galaburda beruht auf Erkenntnissen der Hirnforschung, wonach zwischen der zehnten und der achtzehnten Woche der Schwangerschaft ein beschleunigtes Wachstum des Gehirns eintritt. Störungen dieser explosionsartig beschleunigten Neuronenverbindungen führen zu massiven Gehirnschäden. Einer der möglichen Störfaktoren ist das männliche Hormon Testosteron, das im Körper zirkuliert, während die Hoden des Ungeborenen angelegt werden. Ein hoher Testosteronspiegel wirkt hemmend auf das Wachstum der Hirnrinde. Diese Theorie könnte die männliche Überrepräsentanz unter den Inselbegabten erklären.
Auch der Hirnforscher Michael Fitzgerald sieht die herausragende Kreativität der Inselbegabten als Folge der bei den Autisten bestehenden neuronalen Fehlschaltungen. Seiner Meinung nach waren bei vielen Genies wie Albert Einstein, Isaac Newton und Mozart mehr oder minder starke Ausprägungen von Autismus vorhanden. Ein australischer Forscher geht davon aus, dass man bestimmte Gehirnareale ausschalten muss, um die Reserven der anderen Bereiche freisetzen zu können. Seine Versuchsergebnisse mit starken Magnetfeldern (rTMS) und die daraus abgeleiteten Thesen sind jedoch umstritten.
Eine weitere gängige Theorie besagt, dass bei Inselbegabten die Filtermechanismen des Gehirns gestört seien. Dadurch würden nur ausgewählte Informationen des Unbewussten und nur einzelne, für relevant gehaltene, Informationen des Gedächtnisses dem bewussten Bereich des Gehirns zugeführt, um dessen Überforderung zu verhindern und den Menschen im Alltag schneller und intuitiver entscheiden zu lassen. Es wird auch vermutet, dass jeder Mensch ausnahmslos alle Sinneseindrücke in seinem Gedächtnis speichert, aber nur Zugriff auf die wichtigen hat, während ein Savant in einem Teilbereich auf jede Information zugreifen kann, unabhängig von ihrer Relevanz oder emotionalen Bedeutung.
Neuere Forschungen (2012) an Taufliegen zur Gedächtnisbildung deuten auch auf mögliche Ursachen im Zusammenhang mit Dopamin und Savants hin. Dies würde solchen Theorien entgegenkommen. Es konnte gezeigt werden, dass ein Dopamin-Rezeptor (DAMB-Receptor) beim Prozess des „Vergessens“ eine wichtige Rolle spielt.
Wichtig ist, sich vor Augen zu führen, dass es nicht den einen Savant gibt, sondern ein breites Spektrum von Inselbegabten mit sehr unterschiedlichen Hirnstörungen und Teilbegabungen. Deshalb ist es auch schwierig, den Savant-Zustand zu „simulieren“ und normal begabte Menschen vorübergehend in „autistische Genies“ zu verwandeln.

## Film, DVDs
- Petra Höfer und Freddie Röckenhaus: Expedition ins Gehirn; Teil 1: Gedächtnis-Giganten; Teil 2: Der Einstein-Effekt; Teil 3: Der große Unterschied. (DVD, deutsch/englisch, ca. 156 Minuten) Wissenschafts-Dokumentation über Inselbegabte und Autisten mit Savant-Fähigkeiten. ARTE und Radio Bremen. TR-Verlagsunion, 2006, ISBN 3-8058-3772-0. Der Film (engl. Beautiful Minds: A Voyage Into The Brain) des Biologen Gerhard Roth von der Universität Bremen sowie Darold Trefferts von der University of Wisconsin–Madison (University of Wisconsin Medical School) in den USA stellt einige der oben aufgeführten Inselbegabten aus verschiedenen Ländern vor: Howard Potter, Orlando Serrell, Kim Peek, Matt Savage, Stephen Wiltshire, Temple Grandin, Alonzo Clemons, Christopher Taylor, Rüdiger Gamm. Er wurde von Fernsehanstalten in über zwanzig Ländern ausgestrahlt. Viele der Inselbegabten galten zunächst als „Geistig Behinderte“ und wurden teilweise in Förderschulen unterrichtet.